# Saint-Julien-du-Sault
Saint-Julien-du-Sault este o comună în departamentul Yonne, Franța. În 2009 avea o populație de 2,347 de locuitori.

## Evoluția populației
| An        | 1975  | 1982  | 1990  | 1999  | 2006  | 2009  |
| --------- | ----- | ----- | ----- | ----- | ----- | ----- |
| Populație | 2,123 | 2,067 | 2,161 | 2,347 | 2,339 | 2,347 |